# Драке, Людвиг Иванович
Людвиг Иванович фон Драке (1802—1883) — русский военный деятель, генерал от артиллерии, участник Крымской войны.

## Биография
Родился 23 апреля (5 мая) 1802 года. Происходил из дворян Санкт-Петербургской губернии, сын Джеймса Лоуренса Дрейка, британского консула в Мемеле. Его сестра Мэри Джейн Дрейк была замужем за немецким философом Иоганом Фридрихом Хербартом.
На военную службу вступил 4 июля 1826 года прапорщиком в полевую пешую артиллерию. В 1831 году принимал участие в походе в Польшу для подавления восстания и за отличие был награждён знаком «Virtuti Militari» 4-й степени и орденами Св. Анны 3-й степени с бантом и Св. Владимира 4-й степени с бантом.
В 1836 году произведён в полковники и 7 апреля 1846 года в генерал-майоры, некоторое время находился на Кавказе, где принимал участие в походах против горцев; 1 января 1847 года за беспорочную выслугу 25 лет в офицерских чинах был награждён орденом Св. Георгия 4-й степени (№ 7539 по кавалерскому списку Григоровича — Степанова). В 1848 году получил орден Св. Станислава 1-й степени, в 1850 году — Св. Анны 1-й степени (императорская корона к этому ордену пожалована в 1853 году).
С началом Крымской войны Драке находился в Финляндии, где командовал 1-й гренадерской артиллерийской бригадой и принимал участие в отражении атак англо-французского флота на порты Балтийского побережья. В 1855 году был назначен командиром 2-й артиллерийской дивизии в Крыму и принимал участие в сражении на Чёрной речке. Ряд историков ставят ему в вину то, что артиллерия в сражение вступала частями и по этой причине не могла наносить действенный урон противнику.
По окончании военных действий Драке 26 августа 1856 года был произведён в генерал-лейтенанты и назначен совещательным членом Артиллерийского комитета Главного артиллерийского управления и на этой должности находился до конца своей жизни; 26 ноября 1869 года получил чин генерала от артиллерии. Среди прочих наград Драке за это время был награждён орденами св. Владимира 2-й степени с мечами (в 1859 году) и Белого Орла (в 1865 году).
Скончался 27 марта (8 апреля) 1883 года в Санкт-Петербурге, похоронен на Волковом лютеранском кладбище, где была погребена и его супруга, Антуаннетта (урожд. Гаазе; 21.05.1820—04.02.1900), средняя дочь дирижёра и композитора Фердинанда (Фёдора) Гаазе.
Их сын Людвиг (1842—1916), закончивший военную службу в чине генерала от инфантерии, был начальником Павловского военного училища и командиром 21-го армейского корпуса. Внук Владимир Людвигович Драке (1874—1933), генерал-майор, с 1898 адъютант Вел. кн. Михаила Николаевича, с 1910 адъютант Вел. кн. Михаила Михайловича, занимал пост инспектора артиллерии 49-го армейского корпуса.